# Ambrózfalva
Ambrózfalva (hongrois : Ambrózfalva [ˈɒmbroːsfɒlvɒ]) est une localité hongroise située dans le comitat de Csongrád-Csanád.

## Site et localisation

### Topographie et hydrographie
Ambrózfalva est située à la frontière orientale du comitat de Csongrád-Csanád, à 28 kilomètres au nord-est de Makó. Ses localités voisines sont Nagyér, à 2 km au nord, Mezőhegyes, à 9 km au sud-est, Pitvaros, à 3 km au sud, et Csanádalberti, à 6 km au sud-ouest. Au nord-ouest, son territoire est bordé par des zones non incorporées dépendant de Tótkomlós, et elle touche également cette ville à son extrémité nord-est, bien que son centre-ville se situe à environ 10 kilomètres.  

## Histoire
En novembre 1843, 120 familles slovaques originaires de Békéscsaba furent installées à Ambrózfalva en tant que cultivateurs de tabac.  
Jusqu'en 1861, la localité faisait partie de Pitvaros sous le nom de Kis-Pitvaros. Son nom actuel, adopté en 1849, lui fut attribué en hommage au baron Lajos Ambrózy, administrateur royal du trésor dans le comitat de Temes.  
À partir de 1843, les familles de cultivateurs de tabac eurent la possibilité de racheter les terres appartenant au Trésor royal. Ceux qui en firent l'acquisition abandonnèrent progressivement la culture du tabac pour se consacrer principalement aux céréales et aux plantes fourragères. Après la construction de l'usine sucrière de Mezőhegyes, la culture de la betterave sucrière se développa également.  
En 1845, grâce à l'Église évangélique, furent construits une école, une salle de prière et un presbytère. En 1891, la localité comptait 1 006 habitants, en grande majorité slovaques, qui pratiquaient aussi la culture du chanvre. Deux ans plus tard, en 1893, fut inaugurée la ligne ferroviaire Mezőhegyes–Tótkomlós–Orosháza, avec une halte commune avec Nagyér (alors appelée Nagymajláth), située à l'est du village.  
En 1907, une nouvelle école publique et une maternelle furent construites à Ambrózfalva.  
D'avril 1918 à mars 1920, la localité fut occupée par l'armée roumaine.  
La composition ethnique du village fut radicalement modifiée en 1946, lorsque le départ des Slovaques et l'installation de Hongrois déportés de Slovaquie firent de la population hongroise le groupe dominant.  
En 1949, fut créée la coopérative agricole Dimitrov, qui fusionna ultérieurement avec la coopérative Felszabadulás, encore active dans la commune aujourd'hui.  
Jusqu'en 1973, Ambrózfalva était une commune indépendante administrée par son propre conseil. De 1973 à 1990, elle fut rattachée au conseil commun de Pitvaros en tant que localité associée. Depuis 1990, elle est dirigée par un conseil municipal élu librement.  
Avant le redécoupage administratif de 1950, la localité appartenait au district central du comitat de Csanád.  

## Population

### Minorités culturelles et religieuses
En 2001, la population d'Ambrózfalva était composée à 86 % de Hongrois, 13 % de Slovaques et 1 % de Roumains.  
Lors du recensement de 2011, 92,9 % des habitants se déclaraient Hongrois, 9,5 % Slovaques, 0,2 % Roumains et 0,2 % Slovènes (7,1 % n'ont pas répondu ; en raison des identités multiples, le total peut dépasser 100 %).  
En 2022, 89 % de la population se déclaraient Hongrois, 16,3 % Slovaques, 0,9 % Allemands, 0,7 % Roms, 0,5 % Roumains, 0,2 % Ruthènes et 1,1 % appartenant à une autre nationalité étrangère (10,3 % n'ont pas répondu).  
La répartition confessionnelle en 2001 était la suivante : 19,8 % catholiques romains, 21,5 % évangéliques, 8,6 % réformés, 0,6 % catholiques grecs, 0,5 % affiliés à une autre Église et 26,9 % sans appartenance religieuse, tandis que 22,1 % n'ont pas répondu ou leur appartenance était inconnue.  
En 2011, les catholiques romains représentaient 20,2 % de la population, les évangéliques 12,9 %, les réformés 7,1 %, les catholiques grecs 0,2 %, tandis que 34,9 % se déclaraient sans confession et 24,2 % n'ont pas répondu.  
En 2022, 11,7 % étaient catholiques romains, 8,3 % évangéliques, 3,9 % réformés, 0,9 % catholiques grecs, 0,2 % orthodoxes, 0,2 % autres chrétiens, 0,5 % autres catholiques, tandis que 41,8 % étaient sans appartenance religieuse et 32,4 % n'ont pas répondu.  

## Équipements

### Réseaux extra-urbains
La localité est traversée du nord au sud par la route 4426, reliant Tótkomlós à Pitvaros, puis se prolongeant jusqu'à Makó-Rákos. Elle est accessible depuis l'autoroute M43, dont l'échangeur le plus proche se situe entre Csanádpalota et Kövegy, à environ 12-13 kilomètres. De là, on peut rejoindre Ambrózfalva en empruntant successivement les routes 4451, 4434, puis 4426.  
Ambrózfalva est également desservie par la ligne ferroviaire 121 du réseau MÁV, reliant Mezőtúr à Orosháza, Mezőhegyes et Battonya. La halte ferroviaire d'Ambrózfalva, située à l'extrémité orientale de la localité, se trouve entre celles de Nagyér et Pitvaros. Elle est accessible par une route municipale secondaire.  
Le réseau Volánbusz assure des liaisons régulières par autocar, reliant Ambrózfalva aux communes et villes environnantes. Deux arrêts sont situés à l'intérieur de la zone bâtie de la localité.  

## Patrimoine local
Le bâtiment de la mairie, construit à la fin du XIXe siècle, constitue un élément important du patrimoine local.  
Le monument aux morts, érigé en 1992, rend hommage aux soldats de la localité tombés lors des deux guerres mondiales.  
Sur la place centrale du village se dresse la statue de la fillette regardant le soleil, œuvre de Anna Ilyés.  
Un obélisque commémoratif a été érigé pour marquer le 150e anniversaire de la fondation d'Ambrózfalva.  
Une maison paysanne slovaque traditionnelle, dotée d'un podsztyenás (avant-porche caractéristique), illustre l'architecture vernaculaire de la région.  
L'église évangélique, construite entre 1862 et 1863, est un édifice de style romantique.  
Les paysages naturels de la plaine de Csanád et du Száraz-ér offrent un cadre attractif pour les amoureux de la nature.  

## Personnalités liées à la localité
Parmi les personnalités nées à Ambrózfalva figurent Ferenc Albin Gombos (1873–1938), historien, pédagogue, écrivain et membre de l'Académie hongroise des sciences ; György Czabarka (1924–2009), directeur de la photographie, lauréat du prix Balázs Béla, artiste émérite et distingué, membre à vie de la Télévision hongroise ; ainsi que János Csirik (né en 1946), mathématicien spécialisé en informatique, professeur d'université et récipiendaire du prix Széchenyi.  